# Jay Rockefeller
Pour les autres membres de la famille, voir Famille Rockefeller.
 (janvier 2025).
Si vous disposez d'ouvrages ou d'articles de référence ou si vous connaissez des sites web de qualité traitant du thème abordé ici, merci de compléter l'article en donnant les références utiles à sa vérifiabilité et en les liant à la section « Notes et références ».
John Davison Rockefeller IV dit Jay Rockfeller, né le 18 juin 1937 à New York, est un homme politique américain, membre du Parti démocrate.

## Biographie
Fils de John Davison Rockefeller III et de son épouse Blanchette Ferry, il est l'arrière-petit-fils de John D. Rockefeller et le neveu du vice-président Nelson Rockefeller.

### Études et carrière professionnelle
En 1954, Jay Rockefeller est diplômé de la Phillips Exeter Academy puis diplômé en histoire et en langues orientales de l'université d'Harvard en 1961, après trois années passées à l'Université chrétienne internationale de Tokyo. Il travaille ensuite dans les Peace Corps à Washington, D.C. tout en maintenant des contacts avec Oleg Kalouguine, agent du KGB, comme celui-ci le relate dans son autobiographie.

### Carrière politique
En 1966, Jay Rockefeller est élu à la Chambre des délégués de l'État de Virginie-Occidentale. Deux ans plus tard, il est élu secrétaire d'État de la Virginie-Occidentale, fonction qu'il occupe de janvier 1969 à janvier 1973.
De 1973 à 1976, il est président du collège de Wesleyan, une université d'arts libéraux située à Buckhannon.
En novembre 1976, il est élu gouverneur de Virgine-Occidentale, puis réélu en 1980. En novembre 1984, il est élu au Sénat des États-Unis puis réélu en 1990, 1996, 2002 et 2008. De 1993 à 1995 et de 2001 à 2003, il préside la commission sénatoriale des vétérans, et de 2003 à 2007, l'United States Senate Select Committee on Intelligence.
Il ne se représente pas lors des élections de novembre 2014 et quitte le Sénat en janvier 2015.

## Vie privée
Depuis 1967, Rockefeller est marié à Sharon Percy, la fille de l'ancien sénateur républicain Charles Percy. Le couple a eu quatre enfants et réside à Charleston.